# Gyotaku
 (décembre 2008).
Si vous disposez d'ouvrages ou d'articles de référence ou si vous connaissez des sites web de qualité traitant du thème abordé ici, merci de compléter l'article en donnant les références utiles à sa vérifiabilité et en les liant à la section « Notes et références ».

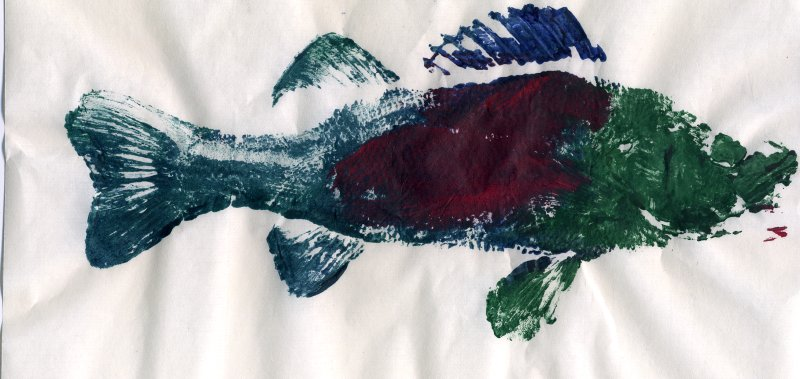
Un gyotaku produit avec une réplique de poisson en plastique.

Le gyotaku (魚拓, en français « ichtyogramme ») est un art japonais consistant à reproduire des empreintes de poissons sur différents supports tels que du papier ou du tissu.

## Description
Cette méthode était utilisée par les pêcheurs pour immortaliser leurs plus belles prises. Ils pouvaient ainsi prouver leur valeur de pêcheur à leurs pairs, l'ichtyogramme tranchant le débat sur le point décisif de la taille du poisson pêché.
Sur leurs œuvres, les pêcheurs japonais inscrivaient également les mensurations de leurs prises, le lieu de la capture et ajoutaient parfois un poème de remerciement avant d'apposer leur signature. L'ichtyogramme est donc un mode d'expression du respect et de la gratitude du marin-pêcheur envers la mer nourricière. Dans cet élan artistique s'expriment la satisfaction et la fierté d'avoir pris une pièce d'exception mais aussi la reconnaissance de la générosité des océans.
Ce procédé a été repris par des naturalistes japonais et américains jusqu'au XXe siècle. Depuis, certains artistes ont sophistiqué la technique de l'ichtyogramme en fonction du support utilisé, allant jusqu'à repeindre les détails des écailles ou de l'œil sur l'empreinte.

## Historique
La volonté de fixer la mémoire humaine, ainsi que la représentation de ce qui nous entoure par impression sur des supports aussi légers que maniables, est une tradition fort ancienne en Asie. La Chine, berceau de grandes découvertes, n'a cessé de surprendre l'Occident, notamment lorsque l'on découvrit, au début de ce siècle, à Touen-houang (Turkestan), le Sūtra du Diamant. Ancêtre de tous nos livres imprimés — il remonte à l'an 868 —, ce document long de 4,8 m se présente sous la forme d'un rouleau. La méthode consistant à répandre l'encre sur une pierre gravée puis à appliquer un papier sur son relief serait la méthode la plus archaïque d'un relevé en impression inversée ; il s'agit généralement d'un relevé d'empreinte de stèle. Elle est en tout cas très antérieure au célèbre Sūtra du Diamant conservé au British Museum.
Aïeule d'une longue tradition, cette technique a abouti à la première forme du gyotaku qui permet d'obtenir le spectre authentique et fragile d'un modèle. Il semble difficile de déterminer l'époque des premiers soubresauts de cet art développé au Japon.
Les deux exemplaires les plus anciens que l'on connaisse ne remontent qu'à l'époque d'Edo et datent de 1862. L'un reproduit une daurade royale, l'autre une daurade grise, poissons nobles symbolisant le bonheur. Ces exemplaires ont été créés par un samouraï guerrier (bushi) du nom de Naotsuna Ujiie, et sont conservés au musée Honma de la ville de Sakata, préfecture de Yamagata (Japon).

## Méthodes
Deux méthodes permettent de réaliser un gyotaku, dont les résultats sont aussi opposés que complémentaires :
- la première, à l'encre de Chine, a pour support un papier japonais (washi) sur lequel on obtient un motif inversé. Dès l'origine, ce procédé servait à préserver le souvenir d'une prise exceptionnelle et s'accompagnait d'un texte relatant le lieu de pêche, le nom du poisson, la date et le poids, et était éventuellement embelli d'un poème. Sous cette forme, le gyotaku est parfois affiché dans les poissonneries, consacrant ainsi le trophée et l'orgueil du pêcheur. Le poisson est d'abord nettoyé, soit avec du sel soit avec du vinaigre selon la provenance, eau douce ou océan. L'encre doit obligatoirement être appliquée dans le sens des écailles. Ensuite, on applique le papier sur le modèle et on le frotte à la main, toujours dans le même sens tête-queue. Enfin, on décolle le papier inscrit d'une empreinte. L'artiste n'a plus qu'à peindre délicatement l'œil au pinceau[1] ;
- la seconde apparait en 1948 sous la main de Koyoo Inada. Ce furent les débuts de l'interprétation artistique sur le support noble qu'est la soie. De plus, la couleur apporta un relief et une vie nouvelle à cet art encore expérimental. La fibre de soie se révéla idéale grâce à sa facilité d'emploi et de manipulation. L'application des couleurs est indirecte, c'est-à-dire qu'elles sont appliquées sur le tissu par transparence avant d'être tamponnées en fonction de l'aspect désiré. Cette méthode exige une maîtrise bien plus élaborée, chaque œuvre bénéficiant d'un secret transmis du maître à l'élève et traduisant le style de son auteur. La composition est accompagnée d'un texte destiné à transmettre toute sa dimension poétique.

Le gyotaku reste un art marginal pratiqué en petit comité et ne connaît qu'une diffusion restreinte.